# 拉木札布
拉木札布（?—1821年），卫拉特蒙古杜尔伯特部人，绰罗斯氏。清朝蒙古王公，第五代杜尔伯特汗。第一代杜尔伯特汗车凌的玄孙，第二代杜尔伯特汗索諾木袞布的曾孙，第三代杜尔伯特汗瑪克蘇爾札布的孙子，第四代杜尔伯特汗旺拉布之子。
嘉庆二十五年（1820年），第四代杜尔伯特汗旺拉布去世，拉木札布袭封杜尔伯特部札萨克特古斯库鲁克达赖汗。道光元年（1821年），拉木札布去世，在位只一年，没有儿子，他的叔叔齊旺巴勒楚克袭封杜尔伯特汗。